# Liste der Monuments historiques in Saint-Suliac
Die Liste der Monuments historiques in Saint-Suliac führt die Monuments historiques in der französischen Gemeinde Saint-Suliac auf.

## Liste der Bauwerke
| Bezeichnung                  | Beschreibung | Standort      | Kennzeichnung | Schutzstatus | Datum | Bild           |
| ---------------------------- | ------------ | ------------- | ------------- | ------------ | ----- | -------------- |
| Kirche St-Suliac             |              | (Lage)        | PA00090880    | Classé       | 2001  | weitere Bilder |
| Menhir Dent de Gargantua     |              | Chablé (Lage) | PA00090882    | Classé       | 1889  | weitere Bilder |
| Mittelalterliche Befestigung |              | (Lage)        | PA00090881    | Classé       | 1986  |                |

## Liste der Objekte

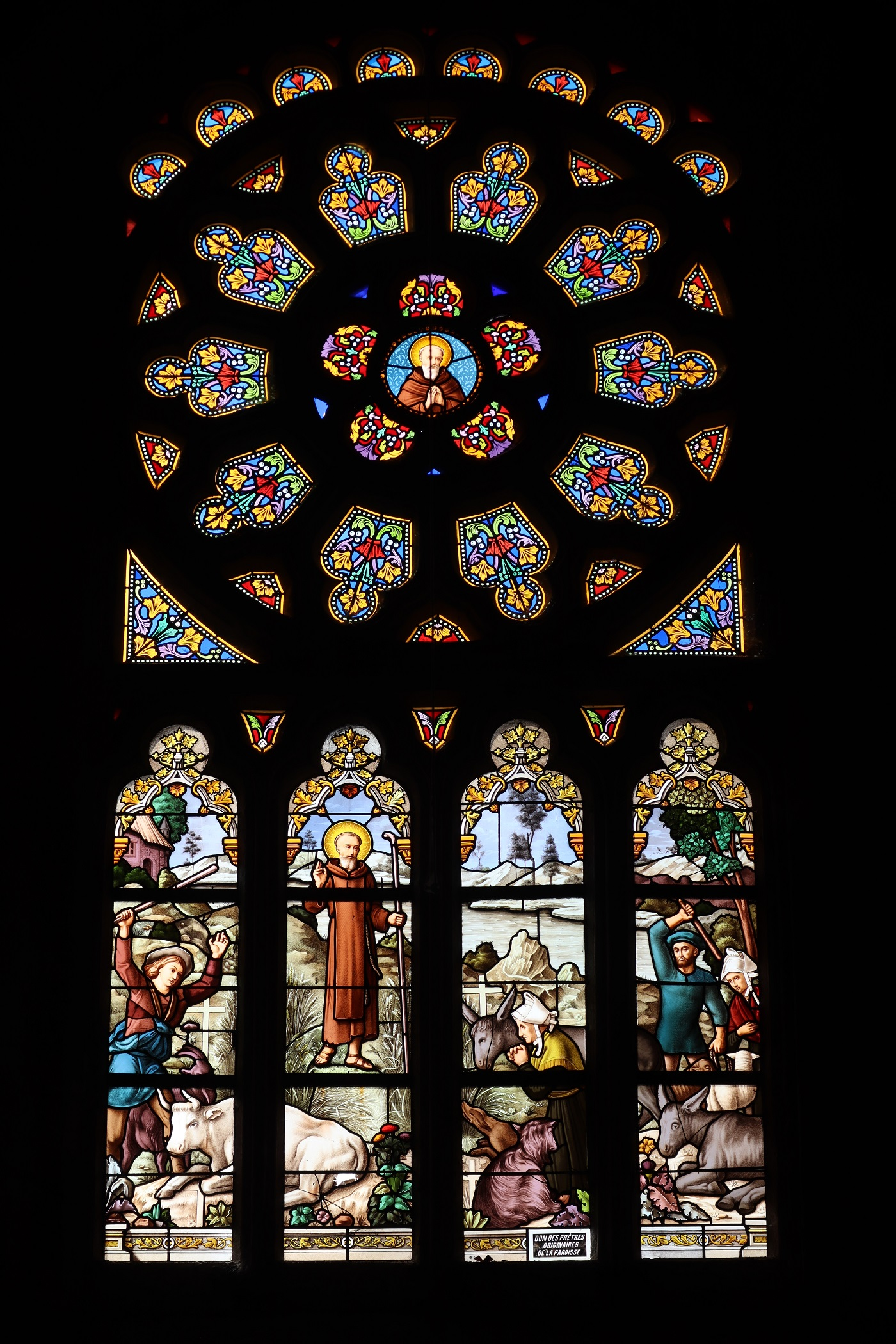
Bleiglasfenster (um 1900) in der Kirche St-Suliac

- Monuments historiques (Objekte) in Saint-Suliac in der Base Palissy des französischen Kultusministeriums